# Cantón de Porto-Vecchio
El cantón de Porto-Vecchio era una división administrativa francesa, que estaba situada en el departamento de Córcega del Sur y la región de Córcega.

## Composición
El cantón estaba formado por cuatro comunas:
- Conca
- Lecci
- Porto-Vecchio
- Sari-Solenzara

## Supresión del cantón de Porto-Vecchio
En aplicación del Decreto nº 2014-229 de 24 de febrero de 2014, el cantón de Porto-Vecchio fue suprimido el 22 de marzo de 2015 y sus 4 comunas pasaron a formar parte; tres del nuevo cantón de Bavella y  la comuna de Porto-Vecchio pasó a formar parte una fracción del nuevo cantón de Bavella y otra fracción del nuevo cantón de Gran Sur.